# スンバラ

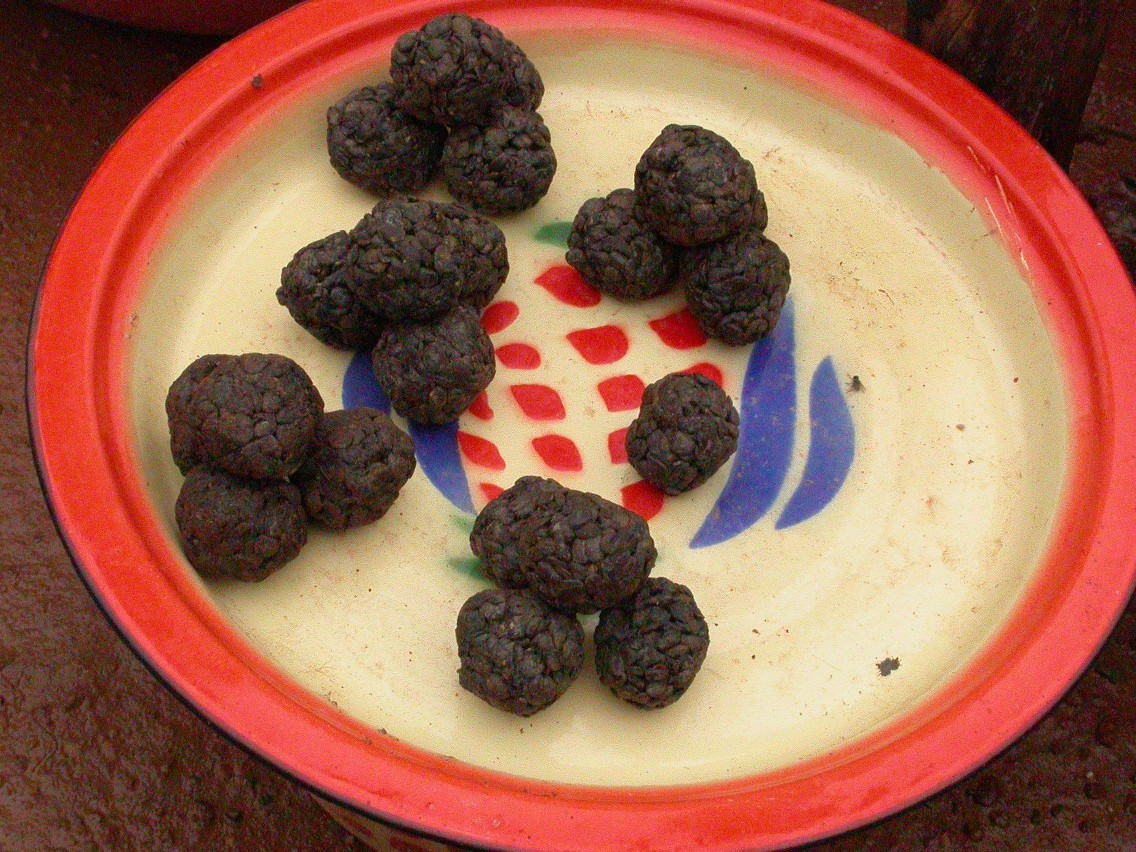
スンバラ

スンバラ(SombalaまたはSoumbala)は西アフリカのサバンナ地帯で広く利用されている調味料。豆を煮て発酵させたものである。原料としてはヒロハフサマメノキ（アフリカイナゴマメ、Parkia biglobosa、またはParkia filicoidea)が主に使用されるが、他の種子を原料として使用することもある。
スンバラはジュラ語などでの呼び方であり、モシ語ではカールゴ、セネガルのウォロフ語ではネテトゥ、ナイジェリアのハウサ語などではダワダワなどの名称で呼ばれる。
製法としては、ヒロハフサマメノキの固い種子を長時間煮込んだうえで皮を取り除き、葉を敷き詰めてその上に種子を置き、その上を葉やむしろなどで覆って乾燥させ、枯草菌で発酵させることで完成となる。
スンバラは水に溶いて使用することが多く、スープの味付けのベースとして欠かせないものであり、その使用法からスンバラ味噌などと呼ばれることもあるが、味噌とは異なり塩を全く含んでおらず、製法的にはむしろ納豆の系譜に属するものであり、日本の大徳寺納豆に匂いや風味が似ていると評されるように、強い臭いを持つ。スープのベースとしての利用のほか、主食に付けるための各種ソースの味付けにも利用される。
スンバラは西アフリカ各国の料理には欠かせないものだが、近年ではヒロハフサマメノキではなく、より入手の簡単なダイズからスンバラを作ることも行われるようになり、ダイズ製のスンバラは工業化されてスープキューブとして市販されるようになっている。